# Prokhorovka
Prokhorovka (en russe : Прохоровка) est une commune urbaine de l'oblast de Belgorod, en Russie, et le centre administratif du raïon Prokhorovski. Sa population s'élevait à 9 256 habitants en 2010.
La ville est devenue mondialement connue à la suite de la bataille du même nom le 12 juillet 1943 pendant la Seconde Guerre mondiale mais en fait, l'agglomération ne porte ce nom que depuis septembre 1968. Avant cette date, elle s'appelait Alexandrovskii et Prokhorovka était seulement le nom d'une gare ferroviaire qui y avait été construite en 1868 sous la direction d'un ingénieur dénommé V. I. Prokhorov.

## Géographie
Prokhorovka se trouve sur la rivière Psel, à 48 km au nord de Belgorod et à 91 km au sud-est de Koursk.

## Histoire
Le 12 juillet 1943, au plus fort de l'opération Zitadelle (bataille de Koursk), eurent lieu dans la région de Prokhorovka des affrontements particulièrement intenses. Les Allemands du II. SS Panzer-Korps cherchaient à s'emparer de la ville pour déborder Oboïan par la droite et s'ouvrir ainsi la route vers Koursk, et également d'aider le III.Panzer-Korps à progresser vers le nord et protéger ainsi leur flanc. Les soviétiques quant à eux, inquiétés par la progression allemande, voulaient lancer une contre-attaque massive entre le II.SS et le III.Panzer-Korps pour les détruire. L'attaque allemande et la contre-attaque soviétique échouent. Si les pertes allemandes sont faibles, cet échec marque la fin de l'offensive allemande sur Koursk. Pour les Soviétiques, les pertes sont au contraire très lourdes, la progression allemande des derniers jours ayant désorganisé la cohésion de l'attaque, et les commandants soviétiques se contentant d'envoyer des vagues de chars sur les positions allemandes sans finesse tactique. La bataille se poursuit dans les jours qui suivent, avec une progression allemande jusqu'au 15 juillet au sud, après quoi l'offensive allemande est définitivement arrêtée.
Cette bataille a été fortement enjolivée par la propagande soviétique, laquelle annonçait la destruction de 1000 Panzer dont une centaine de Tigre, mais les Allemands ne disposaient pas de plus de 400 chars opérationnels dans le secteur (II.SS et III. Panzer-Korps) avec moins de 40 Tigre.
En fait l'attaque ne s'est pas déroulée comme une gigantesque mêlée de chars mais comme des attaques de chars successives sur les positions défensives ennemies. Il y eut toutefois des combats de chars d'une grande intensité.
À Prokhorovka, un grand obélisque rappelle la bataille. Il est souvent le site de cérémonies, auxquelles prennent part de hautes personnalités politiques russes. Prokhorovka est considéré comme un monument dédié à la victoire contre l'Allemagne nazie. En témoigne également le « Diorama », un musée de Belgorod.

## Galerie

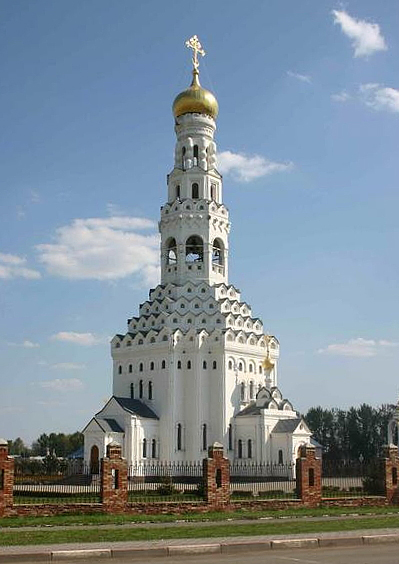
Église Pierre-et-Paul dédié aux soldats morts de l'Armée rouge (construite en 1995).
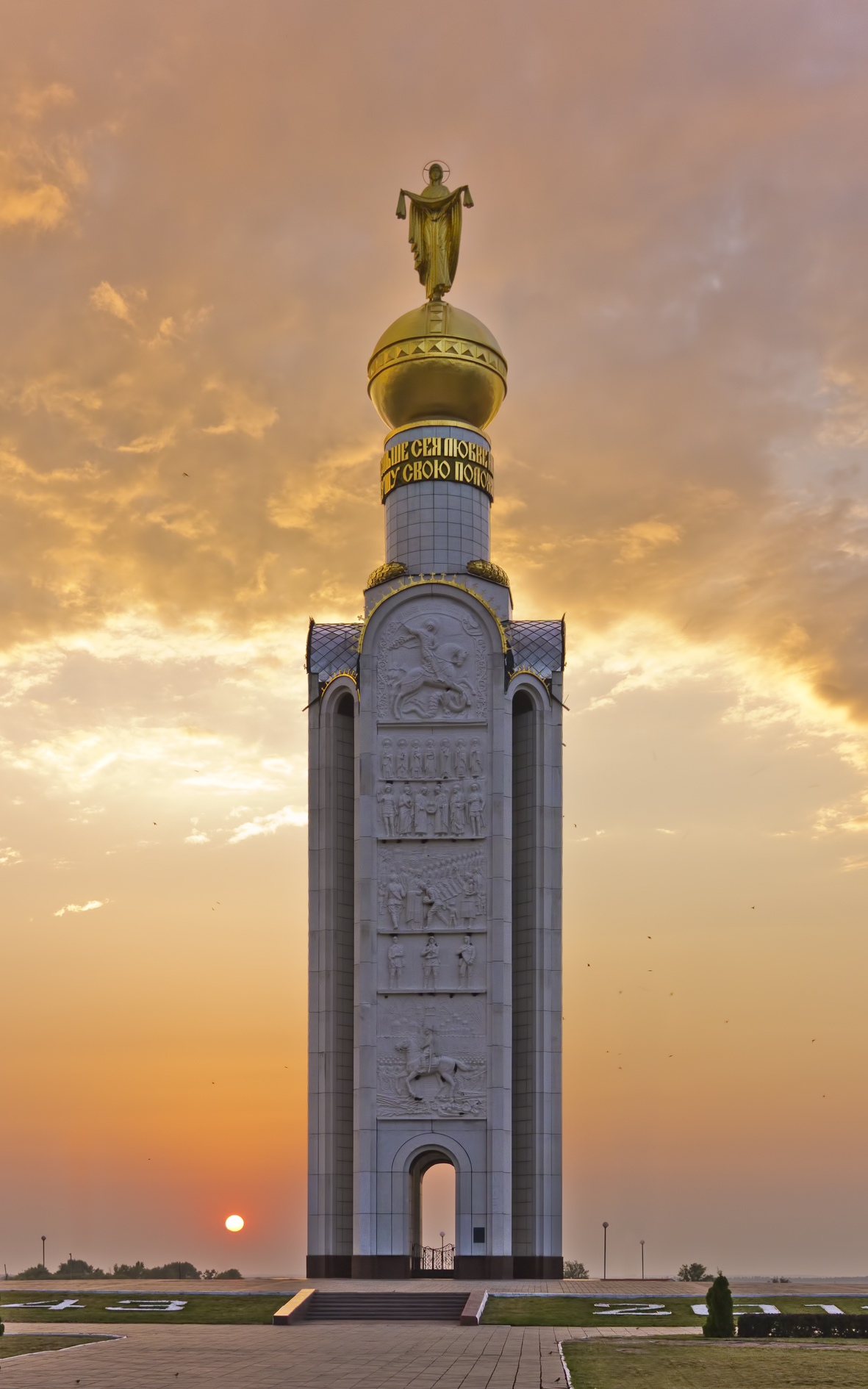
Obélisque commémoratif de la bataille de Prokhovka.

## Population
1989 : 8 093 habitants (recensement)
2002 : 10 007 (recensement)
2008 : 9515 (estimation)